# Загублене місто (фільм, 2022)
«Загублене місто» (англ. Lost City) — художній фільм режисерів Аарона та Адама Ні. У головних ролях Сандра Буллок, Ченнінг Татум, Деніел Редкліфф.
У центрі сюжету відома письменниця, яка вирушає у турне для презентації свого нового роману разом із хлопцем з обкладинки її ж книги. За збігом обставин, після спроби викрадення, вони опиняться в джунглях і дізнаються, що вигадане місто, описане в романі, може виявитися реальним.

## Сюжет
Лоретта Сейдж — письменниця, авторка любовно-пригодницьких романів про вигадану героїню, доктора Анджелу Лавмор та її хлопця Деша Макмехона. Її видавець Бет Гаттен наполягає влаштувати книжкове турне. Чоловік Лоретти, Джон, помер 5 років тому, Бет вважає, що пора припинити сумувати за ним, дописати наступну книгу та взяти в турне Алана — актора з обкладинок.
Після презентації туру Лоретту викрадає молодий мільярдер Ебігейл Ферфакс. Він розгадав, що Лоретта використовувала в книгах реальні розшифровки стародавніх мов, які виконувала зі своїм покійним чоловіком-археологом. Ферфакс переконаний, що один з текстів є вказівкою на віддалений острів у Атлантиці, де схована коштовна «Полум'яна корона» місцевого короля. Коли Лоретта відмовляється допомогти розшифрувати старовинну карту, Ферфакс, який боїться, що острів буде знищено діючим вулканом, присипляє Лоретту і відвозить її на острів.
Алан, який таємно закоханий у Лоретту, підслуховує розмову про викрадення. Він вербує Джека Тренера, колишнього «морського котика», який став оперативником ЦРУ, щоб зустріти його на острові та врятувати Лоретту. Джек, без допомоги Алана, звільняє Лоретту, але йому стріляють у голову. Лоретта й Алан ховаються в джунглях на авто.
Вночі Алан зізнається, що довго соромився кар'єри фотомоделі, але потім зрозумів, що читачки полюбили його. Лоретта й Алан відбиваються від поплічників Ферфакса та натрапляють на село. Почувши народну пісню від місцевого жителя, Лоретта розуміє, що корона дійсно захована десь у навколишніх джунглях. Ферфакс знову захоплює Лоретту, тоді як Алан переслідує її, щоби врятувати.
Возз'єднавшись, пара змушена поділитися місцеперебуванням скарбу з Ферфаксом. Діставшись до потрібного місця, вони виявляють гробницю, але розуміють, що «Полум'яна корона» була зроблена з червоних черепашок, зібраних королем на знак любові до королеви. Тож справжнім скарбом була не коштовність, а кохання між правителями.
Розлючений Ферфакс лишає Лоретту з Аланом у храмі, коли вивергається вулкан. Рафі, один із поплічників Ферфакса, лишає їм лом. Лоретта з Аланом тікають і покидають Ферфакса на острові. Бет прибуває з місцевою береговою охороною, а Ферфакса заарештовують. Наступна книга Лоретти, заснована на її пригодах з Аланом, стає хітом, і вони цілуються наприкінці свого наступного книжкового туру.
У сцені в середині титрів Джек, який пережив постріл, відвідує заняття йогою разом з Лореттою та Аланом, чим неабияк дивує їх.

## У ролях
- Сандра Буллок — Лоретта Сейдж
- Ченнінг Тейтум — Алан Капрісон / Деш Макмехон
- Денієл Редкліфф — Ферфакс
- Патті Харрісон — Претт Капрісон
- Оскар Нуньєс — Адріан Остін
- Да'Він Джой Рендольф — Бет Хаттен
- Бред Пітт — Джек Трейнер

## Виробництво
Про роботу над фільмом стало відомо у жовтні 2020 року, коли Сандра Буллок приєдналася до акторського складу фільму, який поставлять Аарон та Адам Ні. У грудні 2020 року до акторського складу фільму приєднався Ченнінг Татум. У березні 2021 року до акторського складу фільму приєдналися Патті Харрісон, Давайн Джой Рендольф і Деніел Редкліфф. У квітні 2021 року до акторського складу фільму приєдналися Бред Пітт та Оскар Нуньєс.
Зйомки розпочалися у травні 2021 року.

## Реліз
Випуск фільму відбувся 15 квітня 2022.

## Оцінки й відгуки
Фільм «Загублене місто» зібрав 79 % позитивних рецензій критиків на Rotten Tomatoes. На Metacritic середньозважена оцінка критиків складає 60/100.
Як писала Кларисса Лонгрі у Independent, «Загублене місто» знаходить затишне місце між безглуздям і щирістю, проте другорядні персонажі надто шаблонні, а спроба висміяти пригодницький жанр виглядає незграбно.
Браян Лоурі для CNN писав про «Загублене місто»: «Як би багатообіцяльно це не звучало, результат здебільшого доволі плоский». «Загублене місто» завдячує своїм сценарієм «Роману з каменем», але нагадує надто багато романтичних фільмів про пару, що опиняється в екзотичній місцині. Зважаючи на трейлер, фільм міг би бути значно кращим.
На думку Гелен О'гари з Empire, «фільм вирізняється харизмою та комедійним талантом, танцями та сміливістю, приголомшливими локаціями (домініканські джунглі) та ставками, які достатньо високі, щоб утримувати увагу й ні на йоту більше. Ви передбачаєте майже кожен удар до того, як він стається, і все одно вітаєте його прихід, тому що формула працює».